# ثابت الشبكة البلورية

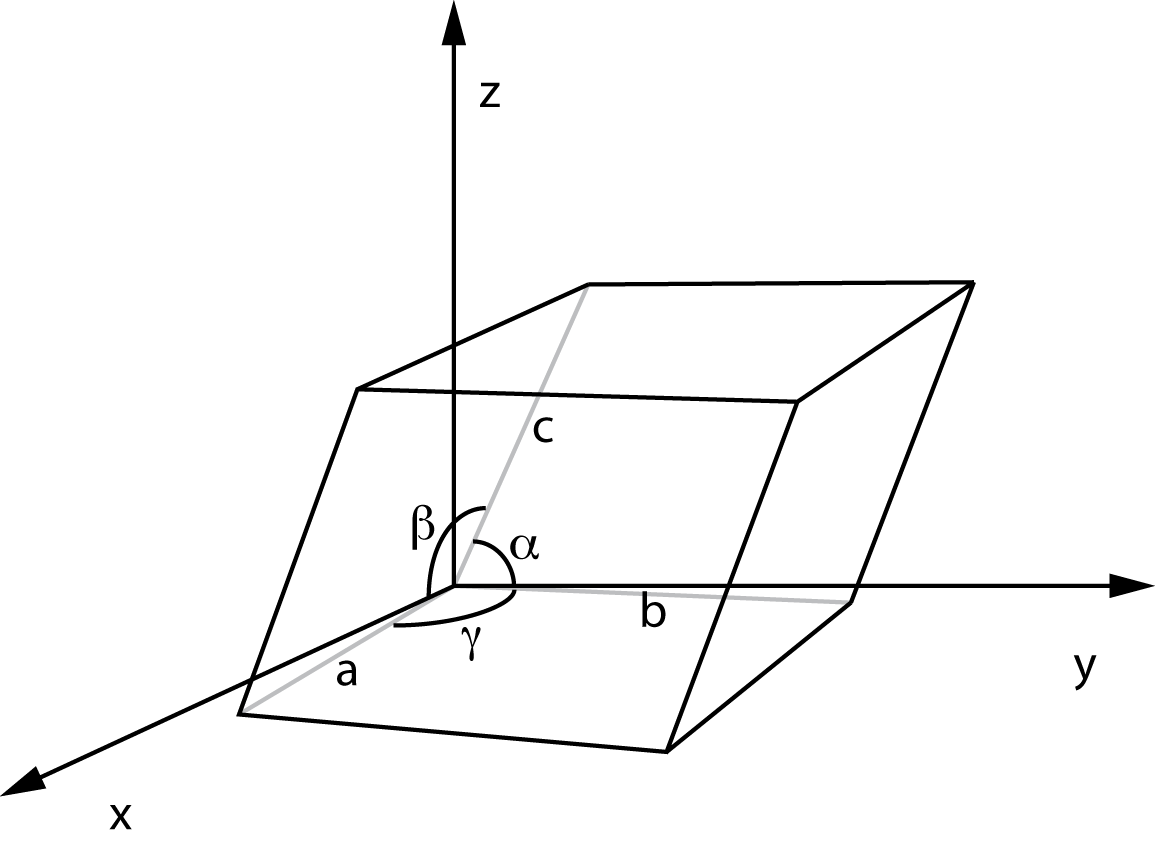
تعرّف وحدة الخلية بثوابت الشبكة البلورية وهي الأبعاد a وb وc والزوايا بينها α وβ وγ

ثابت الشبكة البلورية (ملاحظة 1) عبارة عن توصيف لأبعاد وحدة الخلية في الشبكة البلورية وذلك بوصف المسافات a وb وc والزوايا المتشكلة بينها α وβ وγ للنظم البلورية المختلفة. على سبيل المثال في النظام البلوري المكعب نقتصر على بعد واحد وهو a والزاوية تكون 90°.
يعبّر عن أبعاد الشبكة البلورية بالأنغستروم أو بالبيكومتر، فعلى سبيل المثال فإن أبعاد الشبكة البلورية في الحديد الذي يتبع النظام البلوري المكعب مركزي الجسم 286.65 بم، أما فلزات أخرى مثل النيكل 352.4 بم والنحاس 361.48 بم والفضة 408.53 بم والذهب 407.82 بم، وجميعها تتبع النظام البلوري المكعب مركزي الوجه.
تحدد ثوابت الشبكة البلورية باستخدام تقنية حيود الأشعة السينية ومجهر القوة الذرية. بالقرب من سطح البلورات، يتأثر ثابت الشبكة بإعادة البناء للسطح الذي يؤدي إلى الانحراف عن متوسط قيمتها. لهذا الانحراف أهمية خاصة في البلورات النانوية حيث تكون نسبة سطح البلورة النانوية إلى قلبها كبيرة.

## تطابق الشبكة البلورية
إن تطابق الشبكة البلورية بين مادتين مختلفتين من أشباه الموصلات أمر مهم، فهو يسمح بتشكل منطقة من الممكن فيها حدوث تغير لفجوة النطاق بدون حدوث تغيير في البنية البلورية. مما يؤدي إلى إمكانية تطبيق وبناء صمامات ثنائية باعثة للضوء وليزر أشباه الموصلات.
فعلى سبيل المثال فإن لزرنيخيد الغاليوم وزرنيخيد ألومنيوم غاليوم وزرنيخيد الألومنيوم ثوابت شبكة بلورية متساوية تقريباً، مما يمكّن من نمو طبقات منها فوق بعضها البعض أثناء التنضيد في صناعات أشباه الموصلات.

## هوامش
ملاحظة 1 يقابلها بالإنجليزية Lattice constant